# أكسل يوهانسون (متزلج سريع)
أكسل يوهانسون (بالسويدية: Axel Johansson)‏ هو متزلج سريع سويدي، ولد في 23 مايو 1910 في Karlstad Municipality ‏ في السويد، وتوفي بنفس المكان في 20 مايو 1983.

## وصلات خارجية
- أكسل يوهانسون على موقع SpeedSkatingBase.eu (الإنجليزية)
- أكسل يوهانسون على موقع SpeedSkatingNews.info (الإنجليزية)
- أكسل يوهانسون على موقع SpeedSkatingStats.com (الإنجليزية)
- أكسل يوهانسون على موقع أوليمبيديا (الإنجليزية)
- أكسل يوهانسون على موقع اللجنة الأولمبية السويدية (السويدية)